# Zapotiltic
Zapotiltic – miasto i gmina w Meksyku, w stanie Jalisco, 115 km na południe od Guadalajary. W 2010 liczyło 29 192 mieszkańców.

## Miasta partnerskie
- Tlaquepaque